# Triboderus andrewesi
Triboderus andrewesi is een keversoort uit de familie knotshoutkevers (Bothrideridae). De wetenschappelijke naam van de soort werd in 1894 gepubliceerd door Antoine Henri Grouvelle.